# Nishinoomote

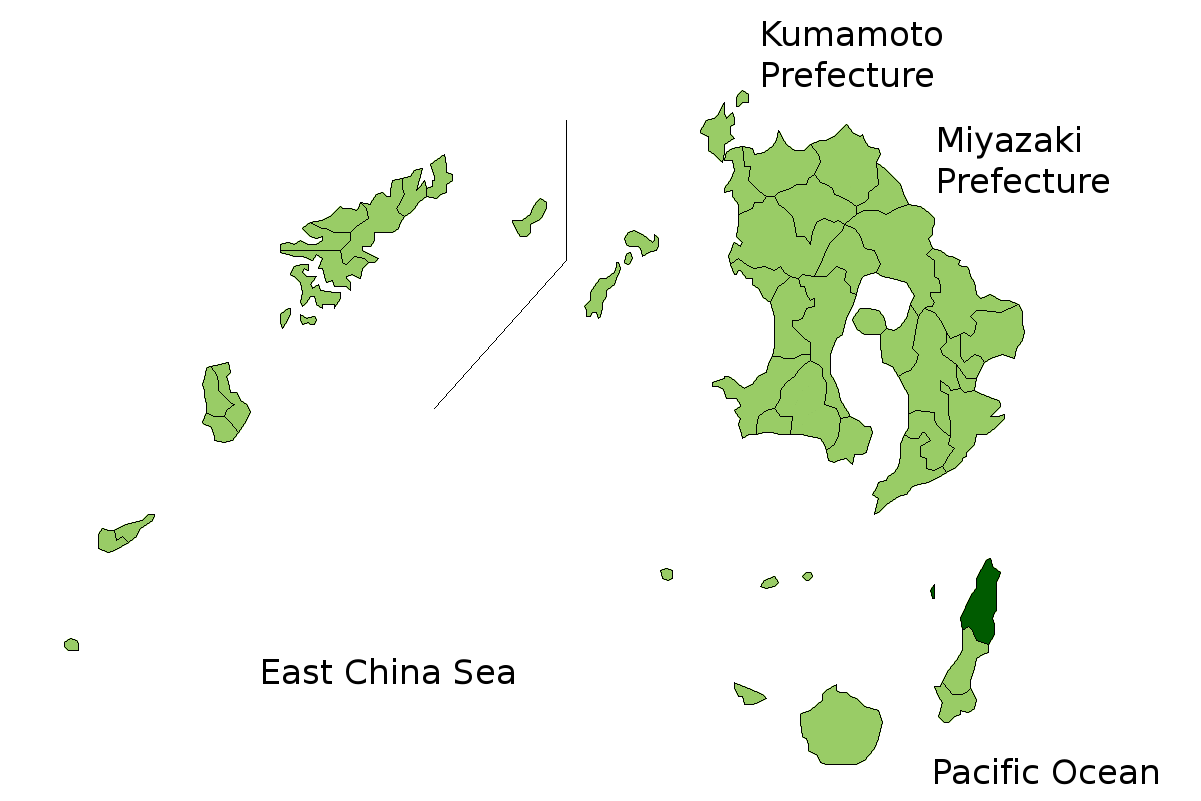

Nishinoomote (西之表市 Nishinoomote-shi?) este un municipiu din Japonia, prefectura Kagoshima.